# Eliot Sumner
Eliot Paulina Sumner (30 de julio de 1990), a quien se le conoce también como Coco Sumner, es una celebridad británica profesional de la música y la composición. Es vocalista de la banda I Blame Coco y además ha participado en roles pequeños en películas y en televisión.

## Biografía
Nació en Italia. Su padre es el músico Sting y su madre la actriz y productora Trudie Styler. 
Comienza su vida artística en 2001, con un papel pequeño en la película No soy nadie sin ti (Me Without You en el Reino Unido). Ya después, aun siendo muy joven empieza su faceta musical, componiendo canciones desde los 15 años. Entre sus primeras canciones, que formarían parte de su demo se incluyen «I Blame Coco», «Look The Other Way», «Bohemian Love», «Darkstar», «Never Be», «Voice In My Head», «Avion» y «No Smile» (canción que posteriormente aparecería en el primer álbum de I Blame Coco "The Constant"), muchas de las cuales denotan influencias de géneros como reggae y pop punk. En 2007 participa de la película Stardust, en un papel pequeño nuevamente. El mismo año lanza de manera independiente el sencillo "I Blame Coco" (coescrito con Mr Hudson) en formato 7". Ya con 17 años firma un contrato con el sello discográfico Island Records. Pasa seis meses escribiendo y componiendo canciones en Suecia para su álbum debut con uno de sus productores, Klas Åhlund. Su primer sencillo como "I Blame Coco" con la discográfica Island, "Caesar", en colaboración con Robyn, se lanza en febrero de 2010. En abril del mismo año colabora con el nominado al Premio Mercury La Roux en su gira por el Reino Unido. En julio lanza su segundo sencillo, "Self Machine". En el verano de este mismo año participa de festivales como Glastonbury, Leeds/Reading, Latitude, Secret Garden Party, Benicassim, Wireless, Isle of White, Lovebox y Jalouse Rocks. Ya en octubre y noviembre emprende la primera gira con su banda, a través del Reino Unido y Europa.
Sumner es una persona no binaria. En 2015 declaró que no se identificaba con ningún género y que no creía en las etiquetas de género.
En el año 2024 participa en la serie sueca (Vargasommar), Los crímenes de Haparanda.